# Andrzej Stankiewicz (dziennikarz)
Andrzej Stankiewicz (ur. 1974 w Grójcu) – polski dziennikarz, dziennikarz śledczy, publicysta społeczno-polityczny; laureat nagrody MediaTory (2011) i Grand Press (2017, 2018); w latach 1997–2007 i 2013–2016 dziennikarz dziennika „Rzeczpospolita”, w latach 2007–2012 i ponownie od 2023 dziennikarz tygodnika „Newsweek Polska”, w latach 2012–2013 dziennikarz tygodnika „Wprost”; od 2020 zastępca redaktora naczelnego portalu internetowego Onet.pl.

## Życiorys

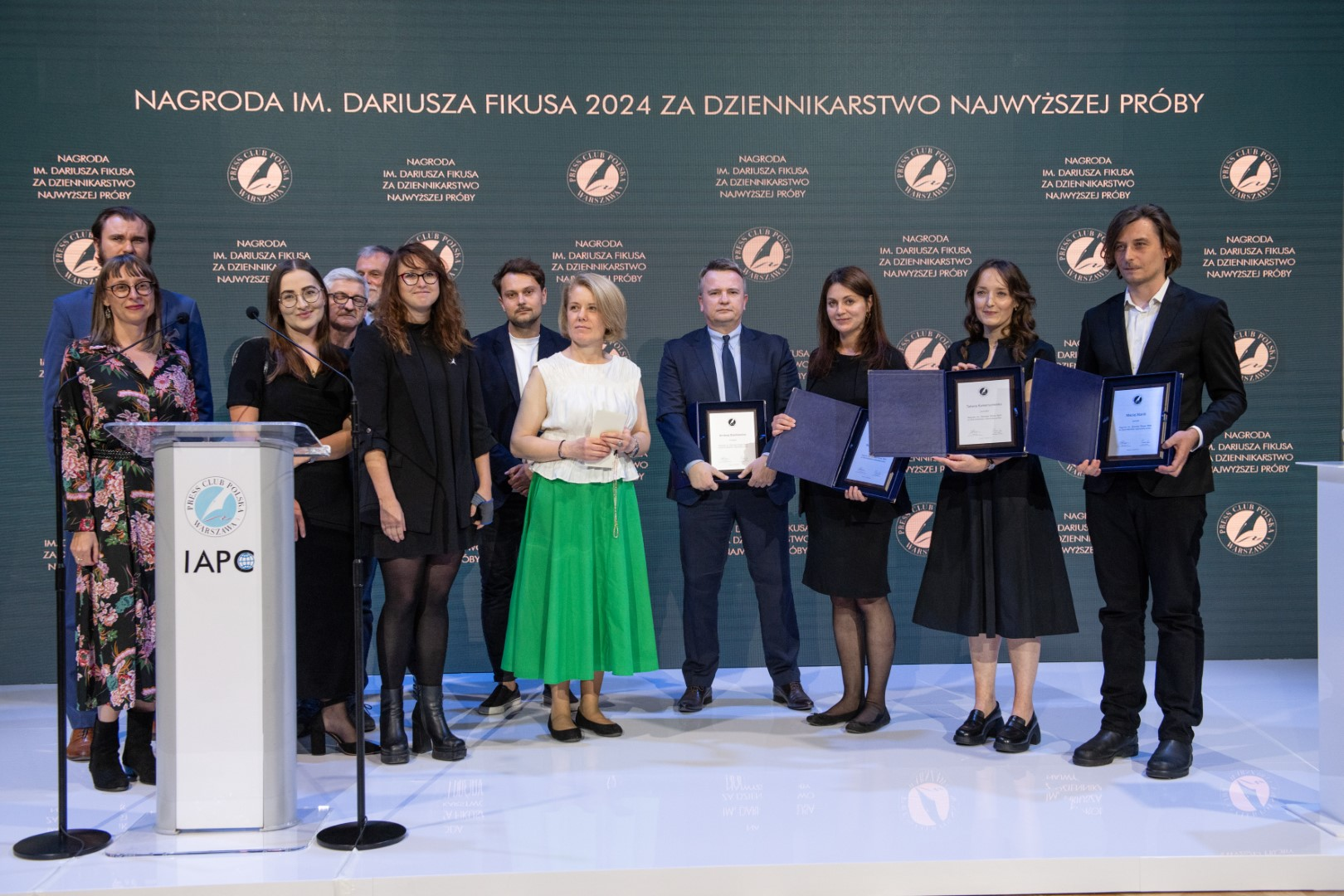
Andrzej Stankiewicz czwarty od prawej

Wychowywał się we wsi Belsk Duży k. Grójca. Jego matka była pielęgniarką.
Ukończył studia na Wydziale Dziennikarstwa i Nauk Politycznych Uniwersytetu Warszawskiego. Dziennikarz „Rzeczpospolitej” (1997–2007, ponownie od marca 2013 do 2016), „Newsweek Polska” (2007–2012, ponownie od stycznia 2023), „Wprost” (2012–2013). Jego opinie ukazują się także w „Super Expressie”. Po odejściu z „Rzeczpospolitej” od września 2016 jest komentatorem serwisu Onet.pl, a od 2017 również „Tygodnika Powszechnego”.
Przed publicystyką zajmował się dziennikarstwem śledczym. Jako publicysta poza Onetem i Tygodnikiem Powszechnym występuje w audycjach radiowych – „Komentatorzy” w Tok FM, w porannym paśmie Polskiego Radia 24, w porannych audycjach mazowieckiego kanału Polskiego Radia – RDC. Był również prowadzącym w programie „Polityka z Plusem” w Radio Plus”. W telewizji jest częstym gościem „Loży Prasowej” w TVN24. Był stałym komentatorem w programie Antysalon Ziemkiewicza.
20 lipca 2020 został zastępcą redaktora naczelnego Onetu. Od marca 2021, co niedzielę na antenie Radia Zet prowadzi program Siódmy dzień tygodnia, a audycja jest także dostępna za pośrednictwem głównej strony Onetu oraz na portalu Facebook (przy czym od września 2022 do lipca 2023 był to Szósty dzień tygodnia emitowany w sobotę). Wspólnie z Agnieszką Burzyńską prowadził w Onecie podcast Stan po Burzy; od 2022 roku Andrzej Stankiewicz oraz Dominika Długosz, Kamil Dziubka i Jacek Gądek (Renata Grochal do 9 marca 2024; następnie do 1 lutego 2025 Beata Lubecka) współprowadzą program o nazwie Stan wyjątkowy. Od połowy stycznia 2023 roku ponownie wrócił w charakterze felietonisty do tygodnika „Newsweek Polska”.
Od 5 kwietnia 2025 prowadzący programu „Stan wyborczy” w TVP Info.

## Publikacje
- Zbigniew Ziobro. Historia prawdziwa (2007, współautor Piotr Śmiłowicz)
- Donald Tusk. Droga do władzy (2008, współautor Piotr Śmiłowicz)
- Biblia dziennikarstwa (2010, współautor)
- Kukiz: Grajek, który został graczem (2015, współautor)
- Wałęsa. Zdrajca czy bohater. Niedokończona rewolucja (2016, współautor Dariusz Wilczak)

## Nagrody i nominacje
- Nagrody Stowarzyszenia Dziennikarzy Polskich:
  - Główna Nagroda Wolności Słowa: 2003 (wspólnie z Małgorzatą Solecką)
  - Nagroda Watergate: 2004 (wspólnie z Małgorzatą Solecką), 2005 (wspólnie z Michałem Stankiewiczem)
  - Nagroda im. Stefana Żeromskiego: 2007[23]
- MediaTory:
  - Nagroda „NawigaTOR”: 2011[24]
  - Nominacja do Nagrody „ProwokaTOR”: 2013